# Girolamo Graziani
Girolamo (o Gerolamo) Graziani (o Gratiani) (Pergola, 1º ottobre 1604 – Pergola, 11 settembre 1675) è stato un poeta, letterato e nobile italiano.
La fama che Graziani conobbe in vita, e che non gli sopravvisse a lungo, era legata soprattutto alla produzione di due poemi epici: La Cleopatra (1632) e Il Conquisto di Granata (1650). Quest'ultimo resta senz'altro il suo lavoro più famoso e comunque l'unico ad aver conosciuto riedizioni postume ed una certa notorietà in tempi più recenti, anche grazie al fatto che Giacomo Leopardi abbia mutuato da essa la situazione (l'amore che giunge in punto di morte) e il nome di alcuni personaggi (Consalvo ed Elvira) per il suo Consalvo (1833).

## Biografia
Girolamo Graziani fu modenese di adozione. Figlio di un uditore della Ruota, si laureò a Bologna in Lettere ed in Legge. Passò la maggior parte della vita presso la Corte estense per poi ritornare negli ultimi anni di vita nella sua città natale dove è sepolto nella tomba di famiglia nel duomo della città di Pergola. A Modena ricoprì cariche con responsabilità crescente sino a diventare Segretario di Stato subentrando nella carica a Fulvio Testi nel 1647. Assieme al principe ereditario Alfonso si recò quell'anno in Francia per la conclusione della lega del duca con Mazzarino contro la Spagna. «Graziani era talmente conosciuto e stimato come poeta da indurre Luigi XIV ad accordargli una pensione annua di 150 doppie.» La pensione, assegnatagli l’anno 1663, fu dovuta alla mediazione di Jean Chapelain, senza che Graziani ne sapesse nulla.
Tornato in patria, divenne segretario di stato. Servì poi il duca Alfonso IV e la duchessa Laura nella minorità di Francesco II. Nel 1673, durante la reggenza di Laura Martinozzi, nipote del Cardinale Mazarino, curò quale ambasciatore degli Este gli aspetti diplomatici del matrimonio tra la figlia di Laura, Maria Beatrice d'Este (1658 - 1718) e Giacomo di York (poi Giacomo II d'Inghilterra), patrocinato da Luigi XIV. Nello stesso anno pubblicò a Bologna, per i tipi Manolessi, e contemporaneamente a Modena, nella stamperia ducale di Viviano Soliani la tragedia Il Cromuele, programmaticamente irrispettosa delle regole aristoteliche, incentrata sul tema del tiranno crudele (Oliver Cromwell) e della regalità profanata (la decapitazione di Carlo I Stuart). Cromwell è presentato come un tiranno continuamente timoroso di perdere il trono; la sua sposa Elisabetta è amante non corrisposta di Carlo, il re prigioniero.
La rivoluzione inglese per Graziani ha un valore esemplare e paradigmatico. Gli avvenimenti che hanno travagliato l'Inghilterra dimostrano in maniera evidente il potere che la Fortuna ha sulle vicende umane. Il tema della Fortuna si ricollega a quello della Provvidenza. L'uomo assiste attonito alle alterne vicende della Fortuna senza alcuna possibilità né di prevedere né di comprendere i segreti disegni di Dio. La figlia di Edward Hyde, Anna, in un monologo, arriva al punto di chiedersi come mai Dio non fulmini gli empi e li lasci invece prosperare. Il pessimismo di fondo che pervade la tragedia rende problematica concezione ingenua della Provvidenza divina che traspare dagli ultimi versi della tragedia:
(Atto 5° scena 4ª)
La tragedia di Graziani è una denuncia del pensiero di Machiavelli, incarnato da Cromwell, contrapposto alla concezione sacrale e assoluta della regalità di diritto divino. Graziani dedica l'opera al re di Francia Luigi XIV, nipote di Carlo I d’Inghilterra, giustiziato a Londra nel 1649 su ordine del Parlamento. Cromwell diventa così il contro-esempio di fronte al quale risplende l’immagine del re di Francia.
Graziani fu autore anche del panegirico in sesta rima Il Colosso sacro (1656) scritto in onore del Cardinale Mazarino ed elaborò, assieme all'abate Niccolò Musso, il programma iconografico sotteso al ciclo decorativo del palazzo Ducale di Sassuolo.
Di genere encomiastico sono gli epitalami L'Iride (1631), per le nozze di Maria Farnese con Francesco d'Este, Lo specchio della gloria (1648) per le nozze di Francesco II e Vittoria Farnese e i panegirici La Calisto (1654), scritta su invito di Raimondo Montecuccoli per celebrare l'abdicazione di Cristina di Svezia e L'Ercole Gallico (1666) dedicato a Luigi XIV, di cui Chapelain scrive a Colbert il 16 febbraio 1666: «J'espere, Monseigneur, que vous ne croirés pas avoir mal employé le temps à la lecture du panegyrique du comte Graziani, que Mr l'abbé Siri m'a apporté de sa part pour vous estre présenté avec une lettre toute pleine de reconnaissance des faveurs de nostre grand monarque et des vostres. Ce poème est grand, magnifique, avec d'admirables rapports entre Sa Majesté et Hercule, et fait par le plus accredité de tous les poetes italiens qui vivent.»
Fu autore di poemi epici, prose politiche, panegirici, epitalami, sonetti amorosi ed encomiastici, relazioni di feste e tornei. Secondo alcuni suoi biografi contemporanei lavorò alla redazione di una “Historia” del periodo compreso tra la fine della Guerra di Castro e la Pace dei Pirenei, opera che però non fu stampata e di cui non rimane traccia. Graziani passò «dal barocco più fiorito e rigoglioso (ben documentato nella Cleopatra) al «barocco moderato» del Conquisto, esibendo comunque e dovunque una straordinaria capacità tecnica nel trattare l'ottava.»

## Opere di Girolamo Graziani
- Rime di Girolamo Graziani della Pergola. Al Sereniss. Sig. e Padrone il sig.re Principe di Urbino, Parma, Anteo Viotti, 1621;
- L'Iride, per le nozze serenissime di Maria Farnese Principessa di Parma e Francesco d'Este Duca di Modena. Canzone, Reggio, Flaminio Bartoli, 1631 in-4°;
- La Cleopatra. Poema in XIII Canti, Venezia, Sarzina, 1632 in-24°.

Edizioni successive: ivi, 1633 in-12°; Bologna, Per Carlo Zenero, 1652 in-12° e in-24°; Venezia, Francesco Brogiollo, 1670 in-12° [La dedica dell'editore è del 1669].
- La Calisto. Panegirico in sesta rima alle glorie di Cristina regina di Svezia., Parigi, Agostino Courbé, 1644 in-4°.

Edizioni successive: Modena, Soliani, 1656 in-4° [Nella prefazione alle Varie Poesie e Prose lo stesso Soliani dice che la Calisto è stata stampata anche a Venezia, Firenze, Bruxelles e tradotta in varie lingue].
- Nelle Nozze di Margherita d'Este e di Fernando Gonzaga Duchi di Guastalla. Canzone, Modena, Soliani, 1647 in-4°;
- Lettera che mostra le ragioni per le quali il Sig. Duca di Modena fu costretto al partito Francese. Scritta dal Conte Graziani, Segretario e Consigliere di Stato di S.A.S. ad un prelato e Ministro Principalissimo, di Modana, 13 settembre 1647, pubblicata in: Vittorio Siri (a c. di), Il Mercurio, Casale-Crone-Parigi-Firenze, s.s., 1642-1682, Tomo X (1648), pagg. 671-8;
- Lo Specchio della Gloria nelle Nozze de i Serenissimi Principi Francesco D'Este e Vittoria Farnese Duchi di Modana. Epitalamio del Sig. Girolamo Gratiani Segretario di S.A. Serenissima. Sestine., Modena, Cassiani, 1648 in-4°;
- Il Conquisto di Granata. Poema in XXVI Canti cogli argomenti di Flaminio Calvi, Modena, Soliani, 1650 in-4°.

Edizioni successive: Napoli, Molo [Roberto Mollo?], 1651 in -12°; Parigi, chez le Sieur des Rotieurs, 1654, 2 Tomi, in -12° con prefaz. in Francese; Milano, Filippo Ghisolfi, 1666 [Di questa edizione si ha notizia dall'Indice de' libri appartenuti alla Contessa Graziani Baglioni, ms. cart. del XV-III sec. conservato alla Bibl. Est. Univ., coll: d-K-3,20]; Bologna, Manolessi, 1670 in -24°; Venezia, Combi e la Noù, 1684 in -12°; ivi, Zatta, 1768; Colle Pacini, Eusebio, 1816, 2 Voll. in -12°; nella raccolta antologica Il Parnaso Italiano a c. di A. Peretti e A. Cappelli, Antonelli, Venezia, 1832-1851, Volume II, pagg. (con numerazione autonoma) XII+328.
- La Gara delle Stagioni. Torneo a cavallo, rappresentato in Modena nel passaggio de' Sereniss. Arciduchi Ferdinando Carlo, Sigismondo Francesco d'Austria, ed Arciduchessa Anna di Toscana, Modena, Cassiani, 1652 in -4°;
- Il Colosso Sacro. Alle Glorie del Card. Mazzarino. Panegirico in Sesta Rima, Parigi, Stamperia reale, 1655 in-folio;
- Breve e sincerissima informazione di quanto è successo negli emergenti ultimamente occorsi per l'invasione seguita delle Armi Spagnuole ne' Stati del Duca di Modena, Modena, Cassiani, 1655 in-8°;
- Apologia dell'Informazione pubblicata dal Segretario del Duca di Modena dopo la ritirata dell'Armi Spagnuole dall'invasione de' Stati di S.A.S.. Opera curiosa ed elegante di un Cittadino Modenese. E per maggiore comodità e soddisfazione de' lettori si è qui inserita l'informazione suddetta., s.l. [Modena], s.s. [Cassiani?], 1655 in-folio;
- Il Trionfo della Virtù. Festa d'Armi a Cavallo rappresentata nella nascita del Serenissimo Principe di Modena, Modena, Soliani, 1660 in-12°;
- Varie Poesie e Prose, Modena, Soliani, 1662, in-12°;
- L'Ercole Gallico. Alle Glorie della Sacratissima Maestà del re Cristianissim. Luigi XIV. Panegirico in Sesta Rima, Modena, Soliani, 1666 in-4°;
- Il Cromuele. Tragedia, Bologna, Manolessi, 1671 in-4°.

Edizioni successive: Modena, Soliani, 1671 in-12°; Bologna, Manolessi, 1673 in-4°; s.l. [Piacenza], Infidi Lumi Edizioni, 1997 (Edizione fuori commercio pubblicata in occasione della rappresentazione). Trascrizione e riduzione di Stefano Tomassini; Pisa, Edizioni della Normale, 2011, a cura di Maurizio Fasce con la collaborazione di Carlo Alberto Girotto, in: Storie Inglesi, l'Inghilterra vista dall'Italia tra storia e romanzo (XVIII sec.), con l'edizione del Cappuccino scozzese di G.B. Rinuccini (1644) e del Cromuele di G. Graziani (1671), a cura di Clizia Carminati e Stefano Villani, pagg. 297 - 470.
- Applauso profetico alle Glorie del re Cristianissimo Luigi XIV. panegirico in Sesta Rima, Modena, Soliani, 1673 in -4°.

Sonetti sparsi:
- "In van con mille Navi alla ruina" in: Applausi della Liguria, Genova, Giuseppe Pavoni, 1638, pagg. 115-6.
- "Sospendete pur voi Globi lucenti" in: Corone di Fiori Poetici, Reggio, Vendrotti, 1674, pag.13.
- "Vidi le mura auguste e i calli alteri" e "Mario, campo di guerra è nostra vita" in: Parnaso modenese, a c. di A. Peretti e A. Cappelli, Modena, Vincenzini & Rossi, 1866, pagg. 199-200.